# 當麻寺
當麻寺（たいまでら）是位在日本奈良縣葛城市的高野山真言宗和淨土宗寺院。山號「二上山」（にじょうさん）。本尊當麻曼荼羅、傳說開基（創立者）為聖德太子的異母弟・麻呂古王。中世以降，以中將姫傳說和當麻曼荼羅廣為人知。

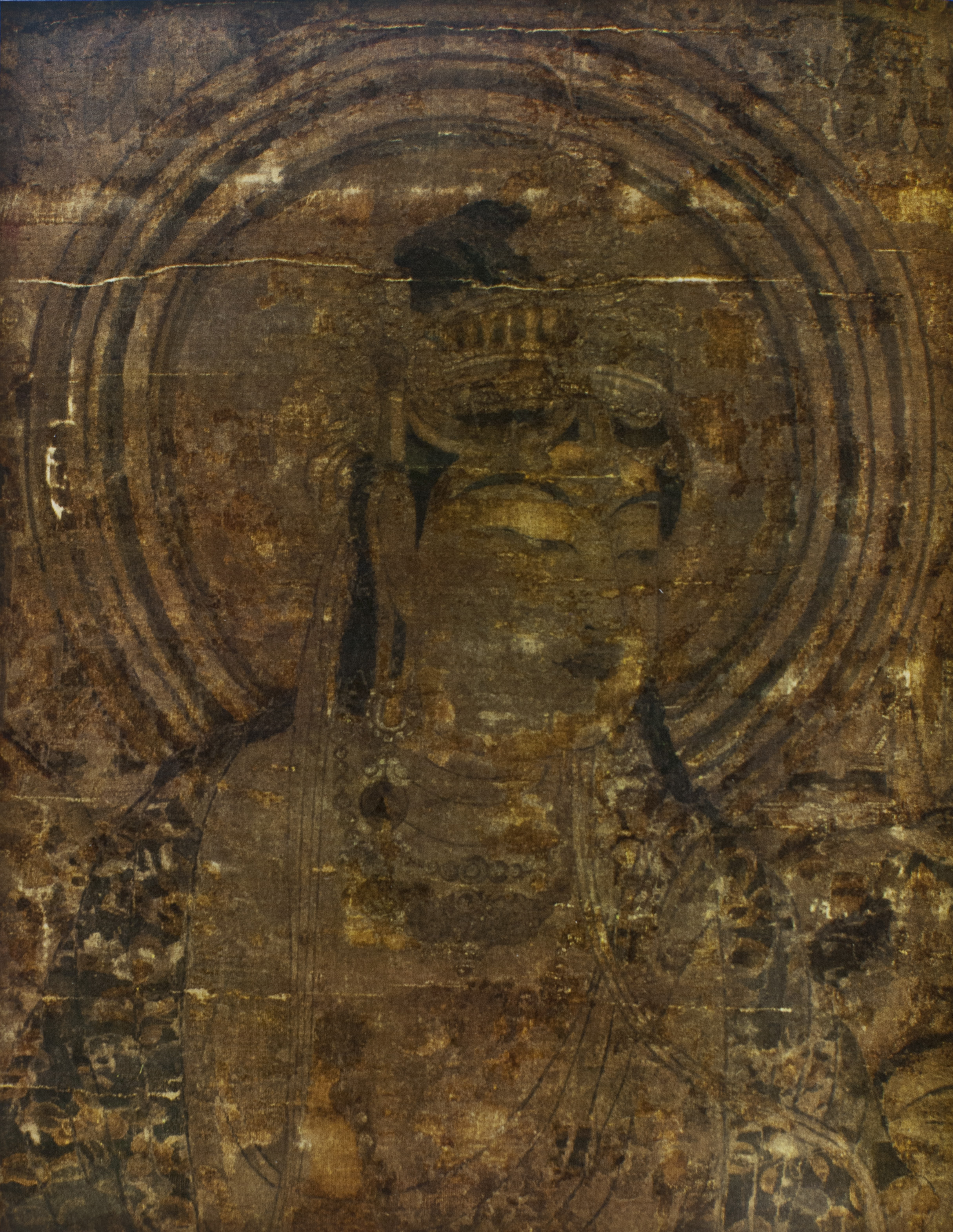
當麻曼荼羅（根本曼荼羅、國寶）部分
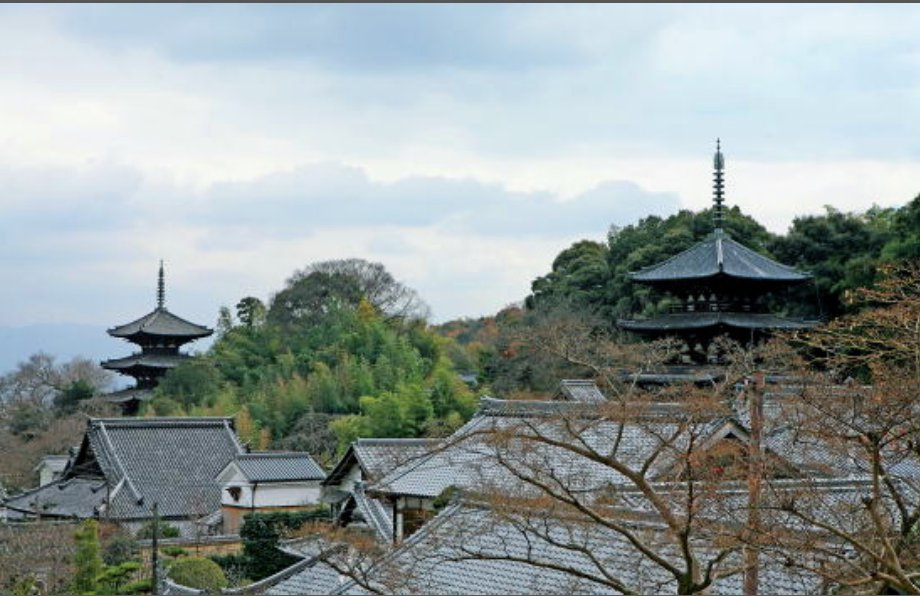
東塔（左）、西塔（右）
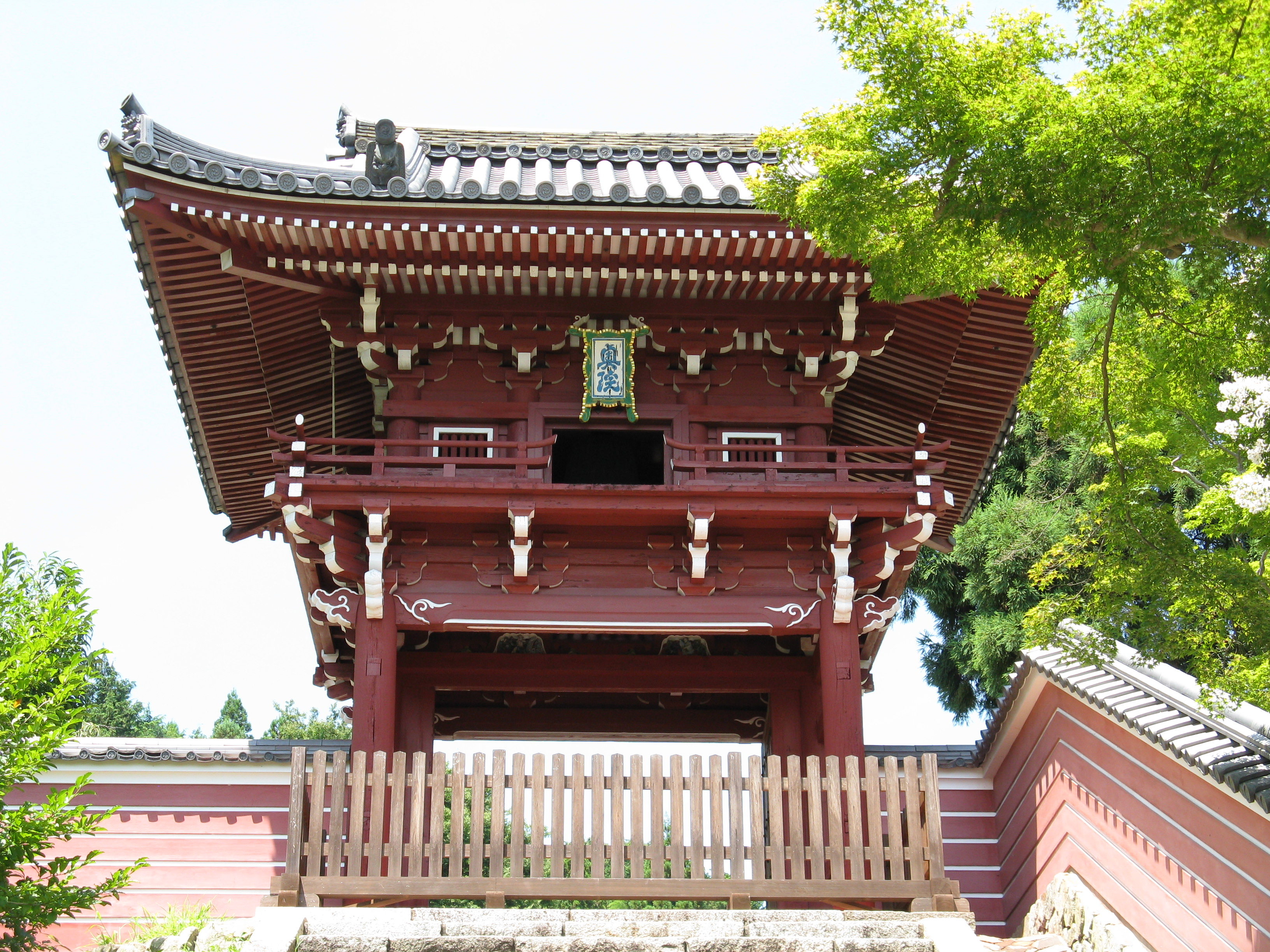
奧院樓門

## 關連項目
- 三論宗

## 外部連結
- 當麻寺中之坊 （页面存档备份，存于）
- 當麻寺奧院 （页面存档备份，存于）